# 新弥生
新 弥生（あたらし やよい、Yayoi Atarashi）は、日本の音楽家・ピアニスト・音楽指導者。

## 経歴
都立芸術高校、桐朋学園大学、ウィーン国立音大卒業。

演奏活動のほか、八丁堀にて音楽教室を開催。
2004年より日本ピアノコンクール審査員。
日墺文化協会、国際芸術連盟会員。

## 受賞歴
- 全日本教育連盟主催ベートーベンオーディションディプロマ賞
- 町田市市民ピアノコンクール第一位・最優秀市長賞
- 第5回東京国際ピアノデュオコンクール　ファイナリスト・ディプロマ賞(1998)
- 第７回アールンピアノコンクール指導者賞(2008)
- 2008年度 国際芸術連盟 音楽賞(2008)

## 参
- SOUNDZONE ピアニスト　新弥生さん
- y-music-company音楽教室主催　https://www.y-music-company.tokyo/.
- 国際芸術連盟　アーティスト